# Mikael Wennborn
Lars Mikael "Micke" Wennborn, född 7 november 1964 i Danderyds församling i Stockholms län, är en svensk musiker, låtskrivare och musikproducent.
Wennborn har bland annat samarbetat med Py Bäckman, som han även varit gift med, samt Nanne Grönvall, Tone Norum, Erika Norberg, Orup, Jan Johansen, Paul Rein, Magnus Bäcklund, Mats Levén, Göran Edman, Thomas Vikström och Barbados. Han har deltagit med ett antal låtar i melodifestivalen, bland annat skrivna tillsammans med Py Bäckman samt Nanne Grönvall, samt i Litauens uttagning till Eurovision Song Contest 2005, samt 5 låtar av totalt 21 i final i Azerbajdzjan 2011. Till vardags är Wennborn gitarrist och kapellmästare för bandet P20, bestående av John JR Robinson, Leland Sklar och David Garfield.

## Textlista
- Py Bäckman 1987 – Natt 1001
- Py Bäckman 1991 – I rosornas tid
- Dan Hylander  1991 – Deja vu - stänk och souvenirer
- Nanne Grönwall 2002 – "Alla mina ansikten"
- Tom Nordahl 2002 – "Tom Nordahl"
- Barbados 2005 – "Stolt"
- Py Bäckman 2006 – När mörkret faller
- Py Bäckman 2008 – Sånger från jorden till himmelen
- Jan Johansen 2009 – Minnen
- Py Bäckman 2010 – P20Y10
- Barbados 2011 – "Efterlyst"